# Ligue alpine lombarde
 (janvier 2013).
Si vous disposez d'ouvrages ou d'articles de référence ou si vous connaissez des sites web de qualité traitant du thème abordé ici, merci de compléter l'article en donnant les références utiles à sa vérifiabilité et en les liant à la section « Notes et références ».
La Ligue alpine lombarde (en italien Lega Alpina Lumbarda) était un petit parti régionaliste lombard, né en 1992 en réaction contre la Ligue lombarde de Umberto Bossi, avec laquelle elle revendiquait les mêmes principes et objectifs. Son fondateur-leader était Elidio De Paoli.

## Historique
Le mouvement participa aux élections politiques de 1992, présentant ses propres listes à la Chambre dans les circonscriptions Milan-Pavie et Bergame-Brescia, ainsi qu'au Sénat, dans toute la Lombardie. Il obtint 119 000 voix, soit 2,12 % au niveau régional, ce qui permit au même De Paoli d'être élu sénateur. Une formation jumelle, la Ligue alpine Piémont, formée par la fusion de deux partis créés par Roberto Gremmo, l'Union autonomiste et l'Union piémontaise ne recueillit pas assez de voix pour obtenir un élu.
En septembre 1992, la Ligue alpine lombarde, pour l'élection du Conseil provincial de Mantoue, obtint 6,7 % et deux conseillers. La chose fit beaucoup de bruit parce que, dans une province de plaine où, il y a à peine quelques mois, ce parti n'était pas organisé, il obtint autant d'élus que le PSI, traditionnellement puissant dans la région de Mantoue. La liste obtint aussi des conseillers dans les communes de Monza et de Varèse, en décembre de la même année.
L'année 1993 fut moins positive pour la Ligue alpine lombarde : aux élections provinciales anticipées de Mantoue, elle redescendit à 4,8 % et vit réduire le nombre de ses conseillers de deux à un. Elle ne réussit pas en outre à entrer au Conseil communal de Milan, où Pier Gianni Prosperini candidatait au poste de maire .
Aux élections générales de 1994, le mouvement se présenta dans les trois circonscriptions lombardes du quote-part proportionnel de la Chambre et dans les collèges sénatoriaux de la Lombardie : le seuil des 4 % à l'échelle nationale, nécessaires pour entrer à la chambre, ne lui permit pas d'avoir des députés, mais De Paoli réussit à se faire réélire grâce au recouvrement proportionnel du Sénat, pour lequel il avait obtenu 246 000 voix (soit 4,3 % en Lombardie).
Aux élections européennes de 1994, la liste fut présente dans toute l'Italie. Elle récolta à peu près 109 000 voix, soit 0,3 % au niveau national, insuffisant pour obtenir des sièges. 
Ce fut la dernière fois que le symbole de la Ligue alpine lombarde apparut sur la carte électorale : 
pour les élections de 1996 De Paoli unit ses propres forces avec celles de Autonomie Alliance lombarde - Ligue dirigée par Angela Bossi, sœur de Umberto Bossi et de son mari Pierangelo Brivio, dans la Ligue pour l'autonomie - Alliance lombarde. La liste obtint d'assez bons résultats dans le collège sénatorial de la Lombardie mais ne réussit pas à faire élire un seul sénateur. Survint ensuite une rupture entre les deux composantes qui étaient à l'origine de la liste : De Paoli continua à utiliser pour son propre compte le nom Ligue pour l'autonomie - Alliance lombarde.
Le nom et le symbole de la Ligue alpine lombarde ont été réutilisés à l'occasion des élections administratives de 2009 à la suite d'un rejet par la commission électorale de l'usage des symboles de la Ligue pour l'autonomie - Alliance lombarde dans les provinces de Brescia et de Crémone. Le leader Elidio De Paoli a donc utilisé le logo et le nom de son ancien mouvement.

### Sources
- (it) Cet article est partiellement ou en totalité issu de l’article de Wikipédia en italien intitulé « Lega Alpina Lumbarda » (voir la liste des auteurs).